# Yavatmal (huyện)
Huyện Yavatmal là một huyện thuộc bang Maharashtra, Ấn Độ. Thủ phủ huyện Yavatmal đóng ở Yavatmal. Huyện Yavatmal có diện tích 13582 ki lô mét vuông. Đến thời điểm năm 2001, huyện Yavatmal có dân số 2460482 người.